# 華東師範大学出版社
華東師範大学出版社は華東師範大学の下部組織の出版社である。中華人民共和国で最も早く設立された大学出版社の1つであり、中華人民共和国教育部、国家新聞出版広電総局の下部組織であったが、高校出版社の先駆けでもある。華東師範大学出版社の2007年の総収入は、世紀出版集団を超える5億8000万元に達した。
華東師範大学出版社は主に、各種教材、教科書、外国語書籍、教育心理学の専門書、人文科学図書、大衆書籍及び電子図書等を出版している。その中、華東師範大学出版社の「一課一練」で、売上高約1000万元を達成した。

## 基礎データ
- 創立：1957年
- 収入：5億8000万元（2007年）[1]
- 社長：朱傑人（Zhu Jieren）
- 総編：王鉄仙（Wang Tiexian）